# Bundesstraße 462
Die Bundesstraße 462 (Abkürzung: B 462) ist eine deutsche Bundesstraße. Sie führt aus der Oberrheinebene bei Rastatt über etwa 114 km durch den nördlichen Schwarzwald bis nach Rottweil.
Der Abschnitt Rastatt–Freudenstadt, der bis Baiersbronn durch das Murgtal verläuft, ist seit den 1960er Jahren auch als Schwarzwald-Tälerstraße bekannt und neben der B 500 (Schwarzwaldhochstraße) eine der Tourismus-Straßen im Schwarzwald. In Freudenstadt treffen beide Straßen aufeinander.

## Verlauf
Die Bundesstraße 462 verläuft durch folgende größere Orte:

Rastatt – Kuppenheim – Gaggenau – Gernsbach – Weisenbach – Forbach – Baiersbronn – Freudenstadt – Alpirsbach – Schenkenzell – Schiltach – Schramberg – Rottweil. Von dort führt die Bundesstraße 14 (B 14)  Richtung Tuttlingen.

## Ausbau und Projekte

### Vierspuriger Ausbau Rastatt–Gaggenau
Der Streckenabschnitt Rastatt-Gaggenau ist bis Höhe Schloss Bad Rotenfels (Landesakademie) seit dem Jahr 2001 vierspurig ausgebaut und weiter bis Gaggenau-Mitte reibungsfrei gestaltet. Der weitere vierspurige Ausbau bis zur Abfahrt Rotherma-Querspange ist ab 2029 vorgesehen.

### Tunnel Gernsbach
Die Ortsdurchfahrt Gernsbach wird seit dem Jahr 1997 durch den 1527 m langen Tunnel Gernsbach entlastet.

### Forschungsprojekt eWayBW
Im Pilotprojekt eWayBW diente die Bundesstraße 462 zwischen Kuppenheim und Gernsbach–Obertsrot von 2021 bis 2024 als baden-württembergische Teststrecke für Oberleitungs-LKW. Nach zwei E-Highway-Pilotprojekten auf Autobahnen handelte es sich bundesweit um den ersten Test auf einer Bundesstraße. Zwei zusammen vier Kilometer lange Teilabschnitte in diesem Bereich wurden dafür elektrifiziert. Im Jahr 2025 wurden die Oberleitungen wieder abgebaut.

### Projekt Tunnel Freudenstadt
Zur Entlastung der Ortsdurchfahrt Freudenstadt wird ein 1490 Meter langer Tunnel unter dem Stadtzentrum mit Anschluss an die B 28 geplant. Das Planfeststellungsverfahren begann 2021.